# Быковы Горы
Бы́ковы Го́ры — село в Спасском районе Нижегородской области. Входит в состав Турбанского сельсовета.

## География
Село находится в восточной части Нижегородской области, в зоне хвойно-широколиственных лесов, на расстоянии 4 км (по прямой) к востоку от села Спасское, административного центра района.

### Часовой пояс
Село Быковы Горы, как и вся Нижегородская область, находится в часовой зоне МСК (московское время). Смещение применяемого времени относительно UTC составляет +3:00.

## Население
| 2002 | 2010 |
| ---- | ---- |
| 103  | ↘74  |